# OTC Markets Group
OTC Markets Group (connu auparavant sous les noms de Pink Sheets ou Pink Quotes ; OTC est l'abréviation de over-the-counter) est un marché financier américain fournissant des prix et de l'information de liquidité pour près de 10 000 titres échangés de gré à gré (over-the-counter).
Les titres négociés sur le OTC Markets Group sont organisés en trois marchés afin d'informer les investisseurs des opportunités et des risques associés à chaque groupe de titres : OTCQX, OTCQB et Pink OTC.
Les vendeurs d'actifs et autres intermédiaires financiers peuvent recourir à ce système pour publier leur offre et demander une soumission pour un actif. L'origine de l'expression Pink Sheets provient du fait qu'entre 1913 et 1998, les cours étaient publiés sur du papier rose (en anglais : pink) par le National Quotation Bureau (en) à New York.
Les entreprises répertoriées sous le OTC Markets Group n'ont pas à se soumettre aux différentes obligations légales, comme la production d'états financiers certifiés. Concernant les caractéristiques, et à l'exception des sociétés étrangères, la plupart des entreprises répertoriées sont représentées par des American depositary receipts, détenues par un petit nombre de personnes, de petites tailles ou très peu négociées. La plupart n'atteignent pas les exigences établies par la SEC pour être négociables en bourse. 
Plusieurs de ces compagnies ne remettent pas de rapports financiers réguliers à l'intention de la SEC ou alors seulement des rapports financiers non certifiés. Pour ces raisons, il est souvent difficile de trouver des données financières qui soient valides et non biaisées les concernant. La SEC qualifie ces sociétés comme étant « des investissements à caractère spéculatif » et recommande donc aux investisseurs d'effectuer préalablement des recherches exhaustives avant d'y investir.
L'acquisition d'actions répertoriées sur le OTC Markets Group n'est pas simple. Les intermédiaires financiers ont en effet l'obligation de rejeter les commandes d'acheteurs peu expérimentés qui reposent leurs ordres d'achats sur des rumeurs ou de prétendus « tuyaux ». Plusieurs de ces titres ne sont négociables que dans certains États américains, ce qui oblige l'acquéreur à recourir par exemple à un intermédiaire accrédité.